# Piz Segnas
Piz Segnas – szczyt w Alp Glarneńskich, części Alp Zachodnich. Leży w Szwajcarii, na granicy kantonów Glarus i Gryzonia. Należy do podgrupy Alp Glarneńskich właściwych. Szczyt można zdobyć ze schroniska Martinsmadhütte (2002 m), Segneshütte (2102 m) lub Sardonahütte (2157 m). 